# مادر (فیلم ۲۰۱۹)
مادر (اسپانیایی: Madre‎) فیلم درام اسپانیایی-فرانسوی، محصول سال ۲۰۱۹، به کارگردانی رودریگو سوروگوین و نویسندگی مشترک او با ایسابل پنیا است. این فیلم بر اساس فیلم کوتاهی به همین نام، محصول ۲۰۱۷، به کارگردانی همین فیلم‌ساز پدید آمده‌است. مارتا نیتو و ژولس پوریر و الکس برندمول از بازیگران مادر هستند.
این فیلم در سی‌وچهارمین دوره جوایز گویا سه نامزدی داشت: مارتا نیتو در بخش بهترین بازیگر نقش اول زن، و رودریگو سوروگوین و ایسابل پنیا در بخش بهترین فیلم‌نامهٔ اقتباسی.

## خلاصهٔ داستان
ده سال پیش از این، النا تماسی دریافت کرد که طی آن ایوان، پسر شش‌ساله‌اش، به او گفت در یکی از سواحل فرانسه گم شده و نمی‌تواند پدرش را پیدا کند. این آخرین چیزی بود که او دربارهٔ پسرش می‌دانست. اکنون، النا در آن ساحل زندگی می‌کند و در یک رستوران به‌عنوان مدیر مشغول است.